# Лешек Павловський
Лешек Павловський (пол. Leszek Pawłowski; нар. 10 червня 1895 року, Львів, Австро-Угорщина — пом. 24 квітня 1967, Варшава, Польща) — польський лижник, один з перших польських стрибунів з трампліна, легкоатлет, футболіст, велогонщик. Гравець «Чарні» (Львів). Перший чемпіон Польщі в стрибках з трампліну. Як легкоатлет був срібним призером чемпіонату Польщі 1920 року та чемпіоном країни 1921 року (один з трьох) у стрибках з жердиною.

## Спортивна кар'єра
Перші змагання в Польщі по стрибках з трампліну проходили у стрийському парку у Львові. Перший чемпіонат відбувся 19 січня 1908 року в Славську, а його переможцем став Лешек Павловський, який випередив срібного призера Леопольда Вороша. Після цього Павловський переміг у змаганні стрибків у Славському, випередивши Бернардом Раппапорта, також представника «Чарні». Також переміг у слаломі та в загальній класифікації цього змагання серед лижників. 4-5 січня 1914 року в Славському відбувся черговий чемпіонат, і Павловський знову виграв у бігу серед юнаків, а також у юнацькому та дорослому змаганні серед стрибунів. 18 січня відбувся турнір на премію Станіслава Шулакевича, львівського альпініста, який помер на вершині Мали Яворови в Татрах. На цьому змаганні Павловський тріумфував, здійснивши найдовший стрибок ігрового дня на 12,5 м й набрав 1672 бали, випередивши Вороша і Раппапорта. Учасники стрибали з трампліну прямо, виконуючи руками рухи «вітряка». Лешек також посів друге місце в змаганнях під егідою ТТН у Закопаному. 14-15 лютого він стрибав у Славську на пагорбі на схилах Кічерки, продемонструвавши другий результат — стрибнув на 12,5 м. Його суперники Яржина та Гардт стрибнули на 14 м. 8 березня 1914 року він брав участь у конкурсі СН АКТ у Львові, а поза конкурсом зумів стрибнути на 15 метрів. Його суперник, Е. Гардт, досяг 16 м, але під час приземлення впав. Початок Великої війни протягом чотирьох років перервав суперництво на пагорбах Львова та Славська.

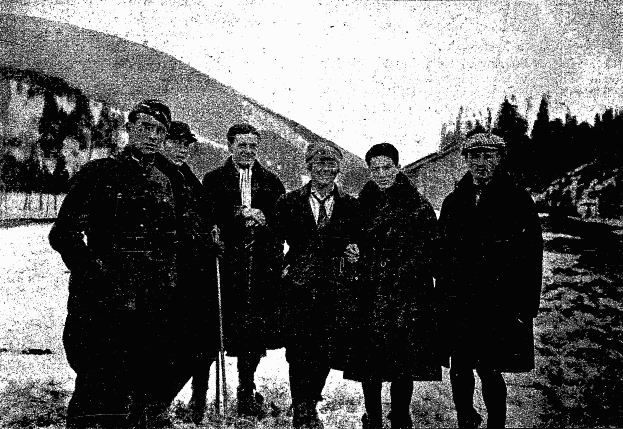
Група польських лижників під час змагань у Ворохті 1922 року. Лешек Павловський перший зправа

21 і 22 лютого 1920 року було проведено перший комплексний чемпіонат Польщі у Закопаному. У рамках чемпіонату проходили змагання із забігу серед ветеранів, серед юніорів, жіночий забіг, біг з перешкодами, спуску з гори (слалом), стрибки на лижах для дорослих та юніорів, а також військовий патрульний біг. Статут Австрійської лижної асоціації були обов'язковими для них, оскільки Польська асоціація лиж була заснована в 1919 році і не мала свого статуту. Стрибки відбувалися на невисокому вітряному пагорбі в Анталувці. Павловський, який стрибнув на 14 м й отримав оцінку 2,35 бали, став першим польським чемпіоном зі стрибків на лижних трасах. Він випередив Францішека Буяка з СН ПТТ (2,55 бала), Р. ЛЮщинського з СН АКТ (оцінка: 2,68 бали), Юзефа Буяка (СН ПТТ) з оцінкою 3,01 бали та Александра Розмуса (SN PTT) з оцінкою 3,35 бали. Лешек також взяв участь у бігу з перепонами й посів 6-е місце (серед 12-и учасників). На легкоатлетичному чемпіонаті Польщі здобув срібну медаль в стрибках з жердиною.
На другому чемпіонаті Польщі, який проходив з 27 по 29 березня 1921 року, Павловський став другим у змаганні зі стрибків, після того, як Олександр Розмус, здійснив найдовший стрибок, приземлився на позначці 22 метра. У тому ж році став чемпіоном країни в стрибках з жердиною. Встановив свій особистий рекорд. У 1922 році на чемпіонаті Польщі у Ворохті Павловський посів третє місце у бігу серед дрослих у першом класі. Потім розпочав військову службу в 14-му полку уланів і взяв участь у першому чемпіонаті Польської армії у Ворохті, організованому СН «Чарні» і виграв головний забіг групи «А», а також зайняв 3-е місце в патрульному бігу. У 1924 році він став переможцем у бігу з перешкодами і в стрибках у змаганні СН «Чарні», став 5-м у чемпіонаті Львова, 3-м на міжклубному змаганні в Славську, 6-м у польському чемпіонаті в Криниці і 4-м у бігу з перешкодами. У 1925 році переміг на І-м клубному змаганні на чемпіонаті Львова, організований СН «Чарні». В основному забігу став другим, поступившись Занеггу, переможцем у стрибках (здійснив найдовший стрибок у змаганні на 15,5 метрів) і був переможцем у загальній класифікації, вмпередивши Зенегга та Скотта (всі захищали кольори СН «Чарні»).
Помер у Варшаві внасдідок ДТП. Похований на Повонзківському цвинтарі у Варшаві.

## Досягнення
- Чемпіон Польщі зі стрибків з трампліну
  -  Чемпіон (1): 1920[2]
  -  Срібний призер (1): 1921[2]
- Чемпіонат Польщі зі стрибків з жердиною
  -  Чемпіон (1): 1921[3]
  -  Срібний призер (1): 1920[3]